# Carbure de plutonium
Un carbure de plutonium est un composé de carbone et de plutonium. À l'instar du carbure d'uranium, le système plutonium-carbone présente plusieurs phases, : Pu3C2, PuC1-δ, Pu2C3 et PuC2.

## Propriétés physiques
La phase Pu3C2, incomplètement caractérisée, se décompose à une température de 558 à 585 °C en plutonium ε + PuC1-δ.
Le monocarbure de plutonium est un composé non stœchiométrique qui présente un déficit en carbone. Sa formule chimique est notée PuC1-δ, où δ vaut de 0 à 0,17 et représente l'écart à la stœchiométrie. Il se présente sous la forme d'un solide cristallisé gris à l'éclat métallique, insoluble dans l'eau mais réagissant avec l'eau chaude, dont la masse volumique est de l'ordre de 13,5 ± 0,1 g·cm-3. Il fond à 1 658 ± 5 °C en formant un mélange liquide + Pu2C3 solide. Il cristallise dans le système cubique à faces centrées, avec un paramètre cristallin variant de 495,3 pm à 497,3 pm selon la teneur en carbone ; ce paramètre croît lentement avec le temps en raison de l'altération du réseau cristallin sous l'effet des radiations.
Le sesquicarbure de plutonium Pu2C3 cristallise dans le système cubique centré. Il a une masse volumique de 12,7 ± 0,1 g·cm-3 et fond à 2 020 ± 40 °C en formant un mélange liquide + PuC2 solide.
L'acétylure de plutonium PuC2 existe au-dessus de 1 650 °C et présente une structure cristalline quadratique. La transition de la phase PuC2 vers la phase Pu2C3 lors du refroidissement est si rapide qu'il est difficile de tremper le PuC2. Celui-ci fond à 2 240 ± 10 °C en formant un mélange liquide + carbone solide.

## Propriétés chimiques
Le monocarbure de plutonium s'oxyde lentement lorsqu'il est chauffé à des températures de 200 à 300 °C, et devient pyrophorique vers 400 °C. Il réagit également en présence d'eau chaude et se dissout dans les acides dilués en libérant de l'hydroxyde de plutonium Pu(OH)3, de l'hydrogène H2 et des hydrocarbures CnHm.

## Production
Le monocarbure de plutonium peut être produit en faisant fondre sous vide un mélange stœchiométrique de poudres de plutonium et de graphite dans un four à arc électrique, par réduction du dioxyde de plutonium PuO2 par le carbone à une température de 1 100 à 1 450 °C, par frittage de mélanges de poudres de carbone et de plutonium métallique ou d'hydrure de plutonium jusqu'à 1 400 °C, ou encore en faisant réagir des hydrocarbures avec du plutonium à des températures allant de 600 à 800 °C.
Pu + C → PuC, 1 000 °C et plus ;
PuO3 + C → PuC + 2 CO, de 1 100 à 1 450 °C ;
2 PuH2 + C → 2 PuC + 2 H2, jusqu'à 1 400 °C.
Chacune de ces méthodes présente ses avantages et ses inconvénients. La méthode du four à arc électrique produit un carbure de plutonium dense et relativement dépourvu d'impuretés d'oxygène et d'azote, mais il est difficile d'en contrôler la composition, et le produit obtenu est peu homogène à moins d'un recuit important. La réduction du dioxyde est plus économique mais il est alors difficile d'obtenir une phase PuC1-δ unique dépourvue d'oxygène. La production de carbure de plutonium par frittage nécessite une atmosphère inerte, car l'hydrure de plutonium est pyrophorique, mais permet d'obtenir du PuC1-δ monophase à teneur contrôlée en carbone ; on observe cependant dans ce cas un taux d'oxygène dans le réseau allant jusqu'à 0,1 %, et ce même sous atmosphère inerte.

## Applications
Le carbure de plutonium peut être utilisé comme combustible nucléaire dans des réacteurs nucléaires mélangé au carbure d'uranium. Ce mélange est appelé carbure d'uranium-plutonium UPuC.